# 尤里·姆斯季斯拉沃维奇·斯米尔诺夫
尤里·姆斯季斯拉沃维奇·斯米尔诺夫（俄语：Юрий Мстиславович Смирнов，羅馬化：Yuriy Mstislavovich Smirnov，1932年11月4日—2020年2月8日），俄罗斯晶体物理学家，特维尔国立大学教授。

## 生平
1932年11月4日出生于莫斯科州烏多姆利亞（现特维尔州）的一个中学教师家庭。1951年毕业于当地中学。1955年毕业于列宁格勒矿业学院冶金系。曾在扎波罗热钛镁厂工作。1969年以一篇关于晶体的论文获副博士学位。1974年进入加里宁国立大学（1990年改称特维尔国立大学）任教，历任讲师、副教授。1986年获全博士学位。1988年晋升教授。1987年至2012年担任应用物理系主任、博士生导师。是国际晶体学联合会会员。他主要研究晶体物理学、非平衡態熱力學和半导体物理学，业余爱好地方历史，出版有《伏尔加河的名字》《我的家乡是乌多姆里亚》等书籍。1996年获俄罗斯联邦功勋科学工作者称号。2018年获特维尔市荣誉市民称号。2020年2月8日在特维尔逝世，终年87岁。